# دوري المقاطعات الشمالي الغربي 2012–13
دوري المقاطعات الشمالي الغربي 2012–13 هو موسم من دوري المقاطعات الشمالي الغربي. فاز فيه Padiham F.C. ‏.